# Dracophyllum prostratum
Dracophyllum prostratum är en ljungväxtart som beskrevs av Thomas Kirk.
Dracophyllum prostratum ingår i släktet Dracophyllum och familjen ljungväxter. Inga underarter finns listade i Catalogue of Life.